# Hans Beyer
Hans Anton Beyer (Bergen, 23 agosto 1889 – Mo i Rana, 15 maggio 1965) è stato un ginnasta norvegese.

## Palmarès

### Olimpiadi
- 1 medaglia:
  - 1 oro (Stoccolma 1912 nel concorso libero a squadre)